# ОШ „Ратко Јовановић” ИО Радошево
ОШ „Ратко Јовановић” ИО Радошево је једно од издвојених одељења ОШ „Ратко Јовановић” из Крушчице.
Школа у Радошеву почела је са радом 1946. године у кући Вучка Радељића је 1946. године. Већ две године касније мештани су изградили школску зграду у којој и данас уче ђаци нижих разреда из овог места. Зграда је реновирана 2015. године.